# Municipio de Anderson West
El municipio de Anderson West (en inglés: Anderson West Township) es un municipio ubicado en el condado de McDonald en el estado estadounidense de Misuri. En el año 2010 tenía una población de 1772 habitantes y una densidad poblacional de 34,31 personas por km².

## Geografía
El municipio de Anderson West se encuentra ubicado en las coordenadas 36°40′12″N 94°27′58″O / 36.67000, -94.46611. Según la Oficina del Censo de los Estados Unidos, el municipio tiene una superficie total de 51.65 km², de la cual 51.65 km² corresponden a tierra firme y (0%) 0 km² es agua.

## Demografía
Según el censo de 2010, había 1772 personas residiendo en el municipio de Anderson West. La densidad de población era de 34,31 hab./km². De los 1772 habitantes, el municipio de Anderson West estaba compuesto por el 88.49% blancos, el 0.23% eran afroamericanos, el 3.16% eran amerindios, el 0.56% eran asiáticos, el 1.07% eran isleños del Pacífico, el 2.93% eran de otras razas y el 3.56% pertenecían a dos o más razas. Del total de la población el 4.68% eran hispanos o latinos de cualquier raza.